# Tour Mesquite
La tour de Mesquite est une tour autoportante en treillis située à Mesquite au Texas, États-Unis. Elle est de conception peu usuelle et a été construite en 1990. 
Propriété du Mesquite Independent School District, elle est équipée d'un émetteur radio de 61 000 watts. La principale station de radio est KEOM également contrôlée par le Mesquite Independent School District.

## Source
- (en) Cet article est partiellement ou en totalité issu de l’article de Wikipédia en anglais intitulé « Mesquite Tower » (voir la liste des auteurs).